# Andrea Mantegna

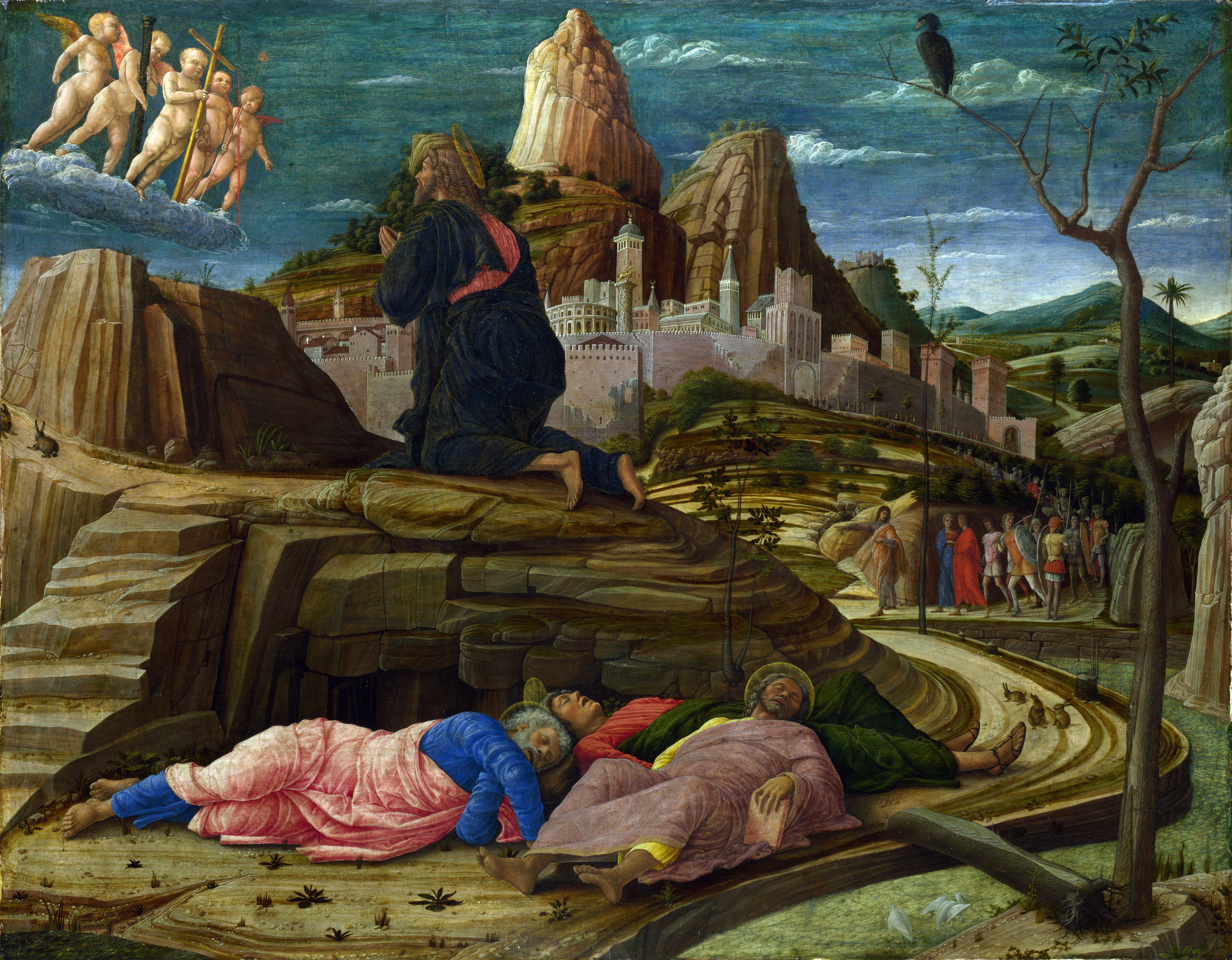
L'agonia al jardí (1455) National Gallery de Londres és el cim de l'estil primerenc de Mantegna

Andrea Mantegna (Isola di Carturo, c. 1431 – Màntua, 13 de setembre de 1506) va ser un artista italià del Renaixement. Va ser un estudiós meticulós de l'arqueologia romana i gendre de Jacopo Bellini. Com altres artistes de l'època, Mantegna va experimentar amb la perspectiva per obtenir millors resultats, per exemple baixant l'horitzó per crear la sensació de major monumentalitat. Els seus paisatges rocallosos, metàl·lics i amb figures amb aparença pètria palesen una concepció clarament escultòrica de la pintura. Va dirigir un taller que va ser el principal productor de gravats a la Itàlia d'abans del 1500.

## Biografia

### Joventut i educació
Mantegna va nàixer a Isola di Carturo, prop de Pàdua, a la República de Venècia, i fou el segon fill d'un fuster, Biagio. Als onze anys, va entrar com a aprenent de Francesco Squarcione, pintor de Pàdua. Squarcione, que inicialment va ser sastre, sembla que tenia una gran afició per l'art antic. Com el seu famós compatriota Petrarca, Squarcione era quelcom semblant a un fanàtic de l'antiga Roma: va viatjar per tot Itàlia, i potser per Grècia, recollint estàtues antigues, relleus, peces de ceràmica, etc., formant una col·lecció, fent dibuixos de les peces, obrint els seus magatzems perquè altres estudiosos hi pogueren accedir i produint obres sota comanda, en què la participació dels seus pupils era determinant. Almenys 137 pintors i estudiants de pintura van passar per la seua escola, establerta al voltant de 1440 i que esdevingué famosa en tot Itàlia. Mantegna va ser el deixeble favorit de Squarcione, que li va ensenyar llatí i el va instruir en l'estudi de l'escultura romana. Squarcione també preferia la perspectiva forçada.
A l'edat de disset anys va abandonar l'escola de Squarcione. Després diria que Squarcione s'havia aprofitat de la seva producció sense pagar-li. Pàdua era una ciutat atractiva per als artistes, no sols del Vèneto sinó també de la Toscana: com en el cas de Paolo Uccello, Filippo Lippi i Donatello. De fet, al principi de la seua carrera, Mantegna va rebre la influència de les obres dels artistes florentins.

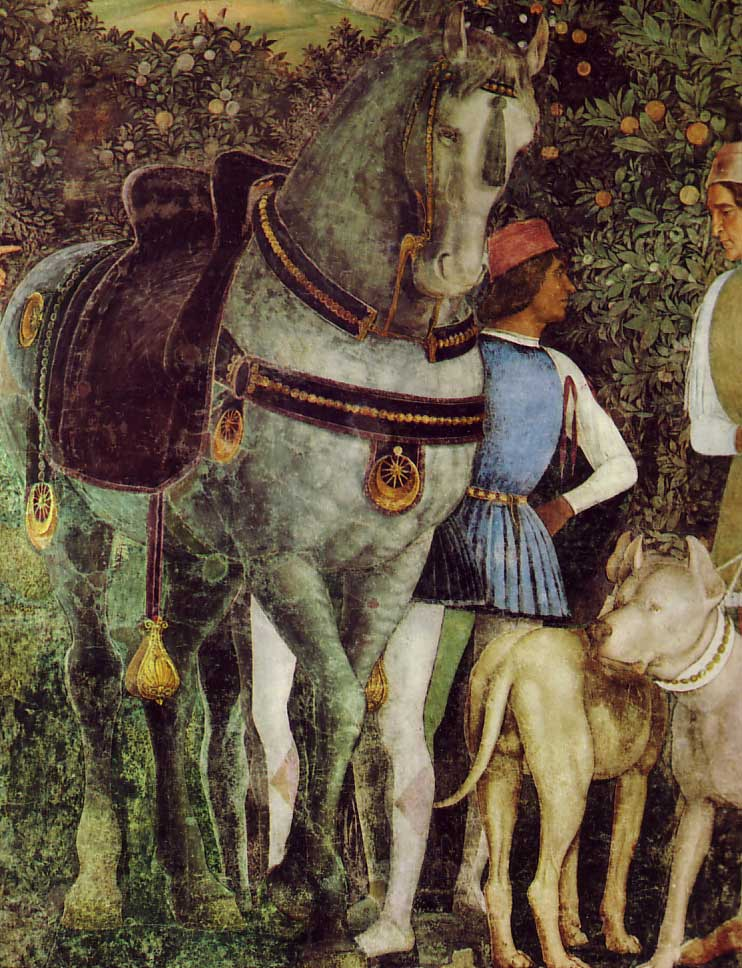
Detall dels frescos a la Camera degli Sposi del Palau Ducal de Màntua

La seua primera obra, actualment perduda, va ser un retaule per a l'església de Santa Sofia, l'any 1448. El mateix any va ser reclamat, en companyia de Nicolò Pizolo, per treballar junt a un gran nombre de pintors en la decoració de la capella Ovetari, en l'absis de l'església dels Eremitani. Després d'una sèrie de coincidències, Mantegna va acabar la major part de l'obra a soles. Aquesta obra es va perdre gairebé completament arran d'un bombardeig de les tropes aliades sobre Pàdua l'any 1944. La peça més espectacular del conjunt de frescos era una pintura en perspectiva amb un punt d'observació molt baix, Sant Jaume conduït a l'execució. L'esbós d'aquest fresc va sobreviure i és el més primerenc esbós conegut del pintor que puga comparar-se amb el seu corresponent fresc. Malgrat l'aparença d'autenticitat del monument romà que hi apareix, no és cap còpia d'una estructura existent. Mantegna també va adoptar la forma del drapat humit, que era una invenció grega, per a les vestimentes de les seues figures, tot i que la tensió i les interaccions entre aquestes deriven de Donatello. El dibuix demostra que, per a la concepció de les obres, durant el Renaixement s'empraven cossos nus. En l'esbós preliminar, la perspectiva està menys desenvolupada i el punt de visió és més pròxim al mitjà. Aquesta perspectiva forçada des d'un punt de vista molt baix també es troba en la seua obra La Santíssima Trinitat amb la Mare de Déu, sant Joan i dos oferents. Ansuino da Forlì, que va col·laborar amb Mantegna a la capella Ovetari, va adquirir aquest estil a l'Escola de Pintura de Forlì.
A mesura que progressava en els seus estudis, va veure's influït per Jacopo Bellini, pare dels cèlebres pintors Giovanni i Gentile, i d'una filla, Nicolosia; la qual va esdevenir muller de Mantegna l'any 1453.
Entre els primers frescos de Mantegna, cal destacar els dos sants sobre el porxo de l'entrada de l'església de Sant Antoni de Pàdua (1452), i un retaule de sant Lluc i altres sants per a l'església de S. Giustina, actualment a la Pinacoteca di Brera de Milà (1453). Però, Francesco Squarcione, ara crític, va censurar agrament aquestes primeres obres de Mantegna dient que les figures eren com de pedra, i que hagués estat millor que de fet haguessen estat pintats de color pedra. És probable, això no obstant, que anteriorment alguns pupils de Squarcione, incloent-hi Mantegna, ja hagueren realitzat una sèrie de frescos a la capella de sant Cristòfol de l'església de Sant'Agostino degli Eremitani, actualment considerada la seua obra mestra.

### Estètica

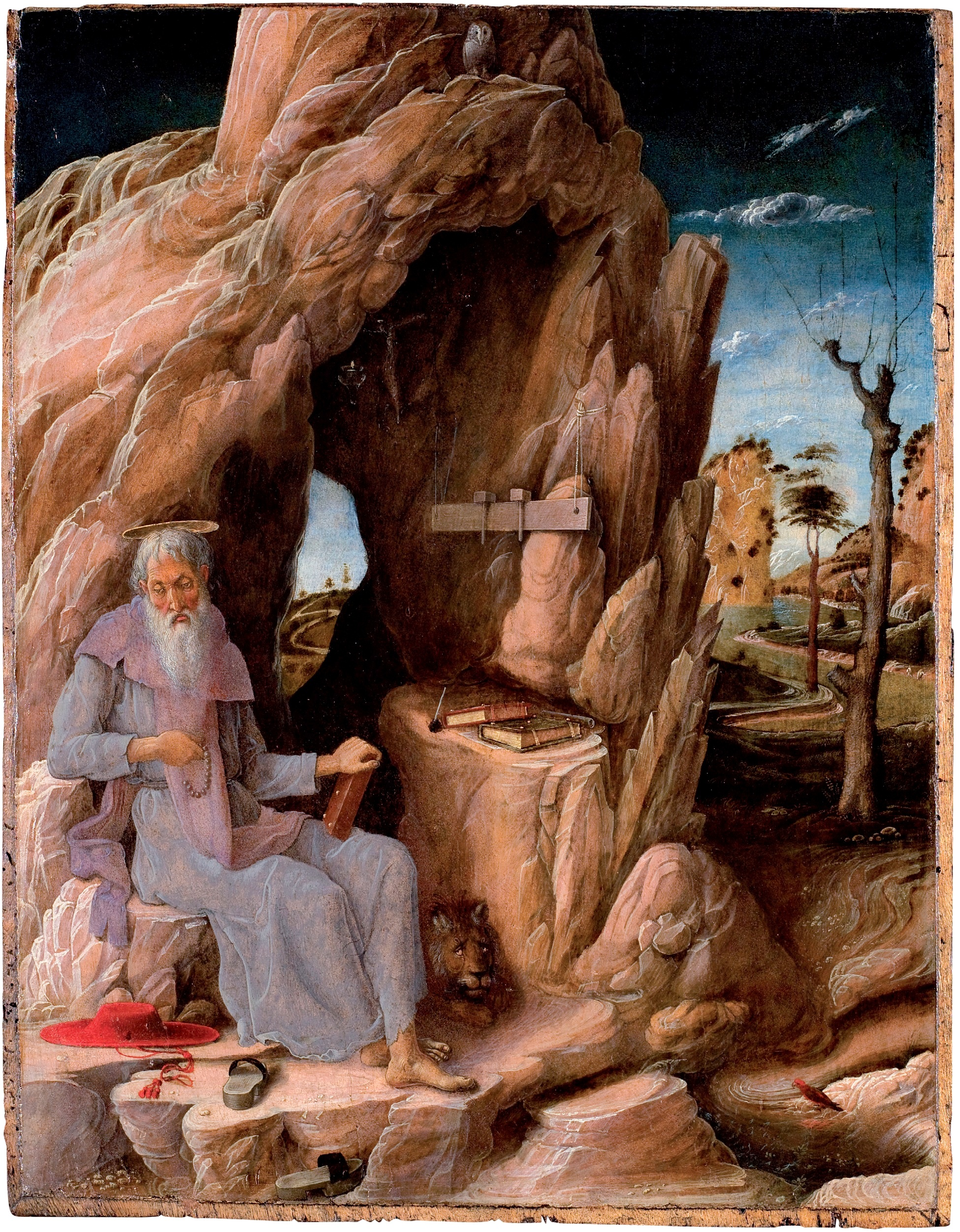
Sant Jeroni al desert (1448-51) Museu d'Art de São Paulo La primera obra coneguda de Mantegna

Andrea sembla haver estat influït per les restriccions del seu vell preceptor; que en els darrers temes de la llegenda de sant Cristòfol combina, entre altres de les seues qualitats, un caràcter més natural i vivaç. Atès que Mantegna havia estat educat en l'estudi dels marbres i la severitat de l'art antic, i havent confessat obertament l'opinió que considerava l'art antic superior a la natura en ser més eclèctic en la forma, durant tota la seua carrera va tenir cura de la precisió dels contorns, la dignitat de la idea i de les figures i, per tant, va tendir vers la rigidesa i vers una austera integritat que li restava gràcia i sensibilitat en l'expressió. Les vestidures de les seues figures estan estretament i abundantment plegades i hom diu que les estudiava mitjançant models coberts de paper doblegat i teixits engomats. Les figures esprimatxades, musculoses i ossudes, amb una acció impetuosa però mancada d'energia, els paisatges vermellosos, coberts de còdols, són testimoni de l'alçada atlètica del seu art. Mai no va canviar l'estil que adoptà a Pàdua; el seu colorit —al principi neutral i indecís— punyent i madur. S'hi troba en les seues obres més l'equilibri en el color que la finor de to. Un dels seus grans cavalls de batalla van ser les il·lusions òptiques, portades a terme amb una mestria en la perspectiva que, tot i que no sempre era impecablement correcta ni absolutament superior en principi als seus contemporanis millor dotats en la matèria, va ser treballada amb un art vigorós, i produí uns efectes que continuen sorprenent avui dia.
Tot i ser admirat i reeixit a Pàdua, Mantegna aviat va abandonar la seua ciutat nativa, i mai més no hi va tornar a viure; l'hostilitat de Squarcione n'ha estat indicada com la causa. Va passar la resta de la seua vida a Verona, Màntua i Roma; no s'ha confirmat que visitara Venècia i Florència. A Verona, al voltant de 1459, va pintar un gran retaule, el Retaule de sant Zeno per a l'església de San Zeno Maggiore: una Mare de Déu i àngels amb quatre sants a cada banda.

### Treball a Màntua
El marquès Ludovico II Gonzaga de Màntua havia estat pressionant Mantegna perquè entrara al seu servei; i l'any següent, 1460, Mantegna va ser nomenat artista de la cort. Al principi residia de tant en tant a Goito, però des del desembre de 1466 va traslladar-se amb la seua famíla a Màntua. Pel seu treball, rebia un salari de 75 lires mensuals, una suma molt elevada per a l'època, que indica clarament l'alta estima en què hom tenia el seu art. De fet, va ser el primer pintor de certa categoria domiciliat a Màntua.

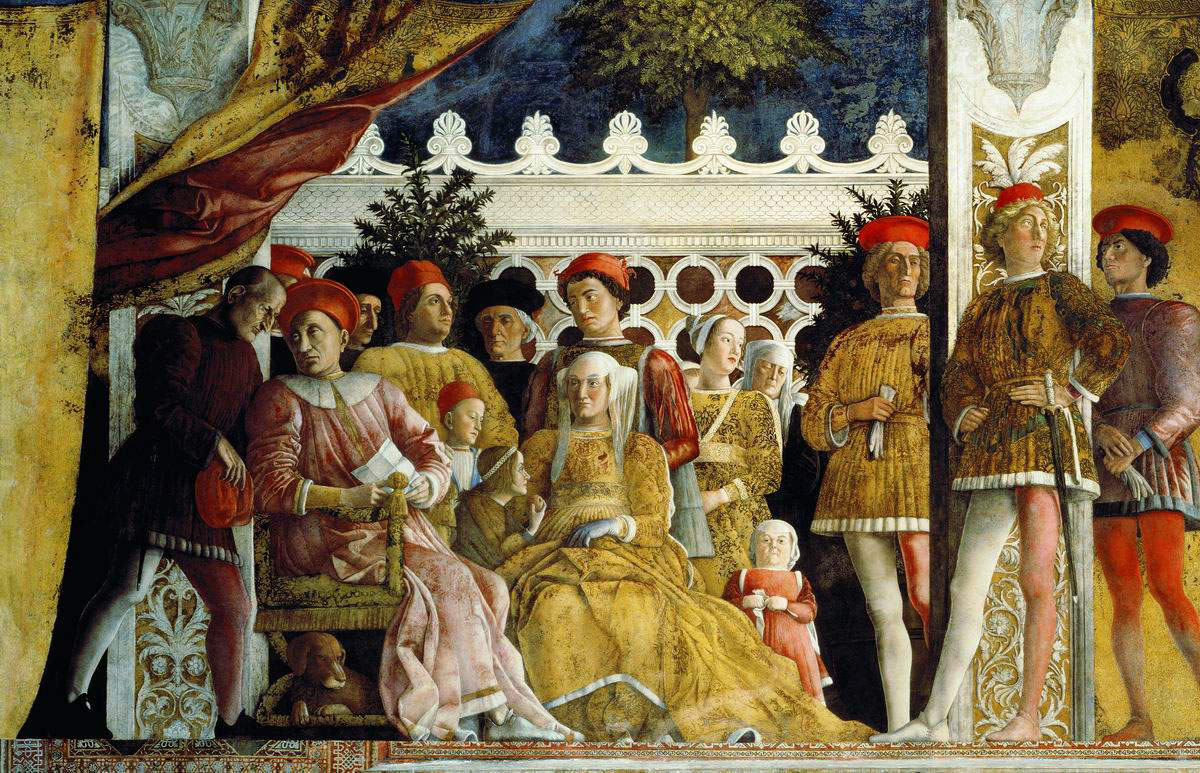
"La cort de Màntua", fresc per a la Camera degli Sposi del Palau Ducal de Màntua

La seua obra mestra a Màntua va ser realitzada per a la cambra del castell de la ciutat, coneguda com la Camera degli Sposi (literalment, 'cambra de noces'): una sèrie de composicions al fresc que inclouen diversos retrats dels Gonzaga i algunes figures de genis.
La decoració de la cambra va finalitzar presumiblement l'any 1474. Els deu anys següents no van ser uns anys afortunats per a Màntua, ni tampoc per al mateix Mantegna: el seu caràcter es va anar agrint, el seu fill Bernardino va morir, així com el marquès Ludovico, la seua muller Barbara i el seu successor Federico (que havia declarat Mantegna cavaliere, 'cavaller'). Només amb l'elecció de Francesc II de Gonzaga les comandes artístiques van tornar a créixer a Màntua. Mantegna es va construir una casa prop de l'església de Sant Sebastià a Màntua, i la va adornar amb multitud de pintures. Aquesta casa encara existeix, tot i que les pintures s'han perdut. Durant aquest període, va començar a col·leccionar busts romans antics (que van ser donats a Llorenç el Magnífic quan aquest líder florentí va visitar Màntua, l'any 1483), va pintar alguns fragments arquitectònics i decoratius i va acabar el seu intens Sant Sebastià, actualment al Museu del Louvre.
L'any 1488, va ser reclamat pel papa Innocenci VIII per pintar frescos a la capella Belvedere, al Vaticà. Aquests frescos, incloent-hi un destacat Bateig de Crist, van ser destruïts pel papa Pius VI el 1780. El papa va tractar Mantegna amb menys liberalitat de l'acostumada a la cort de Màntua; però, amb tot, la relació, que cessà l'any 1500, no va resultar insatisfactòria per a ambdues parts. Mantegna també va conèixer a Roma el famós ostatge turc Jem i va estudiar atentament els monuments antics, tot i que la impressió de la ciutat en conjunt no va ser bona. Va tornar a Màntua l'any 1490, on va tornar a lliurar-se a la seua més literària i amarga visió de l'antiguitat, i on va establir una forta relació amb la nova marquesa, la culta i intel·ligent Isabel d'Este.
En la que de nou era la seua ciutat va realitzar les cinc pintures al tremp sobre Els triomfs del Cèsar, que probablement havia iniciat abans de la seua partida a Roma, i que va finalitzar al voltant de 1492. Aquestes composicions, d'una invenció i dibuix superbs, reflecteixen de manera magnífica els temes tractats i la mestria i destresa d'un dels millors artistes de l'època. Considerades la millor obra de Mantegna, van ser venudes l'any 1628 junt amb el nucli de la col·lecció Gonzaga al rei Carles I d'Anglaterra, sent una de les primeres adquisicions importants de la col·lecció d'art de Carles I. Actualment es troben al palau de Hampton Court, una mica deteriorades, tot i que la major part dels repintats han estat eliminats en una recent restauració. El seu taller va produir una sèrie de gravats basats en aquestes pintures, que van contribuir a estendre la seua fama per tot Europa.

### Últims anys

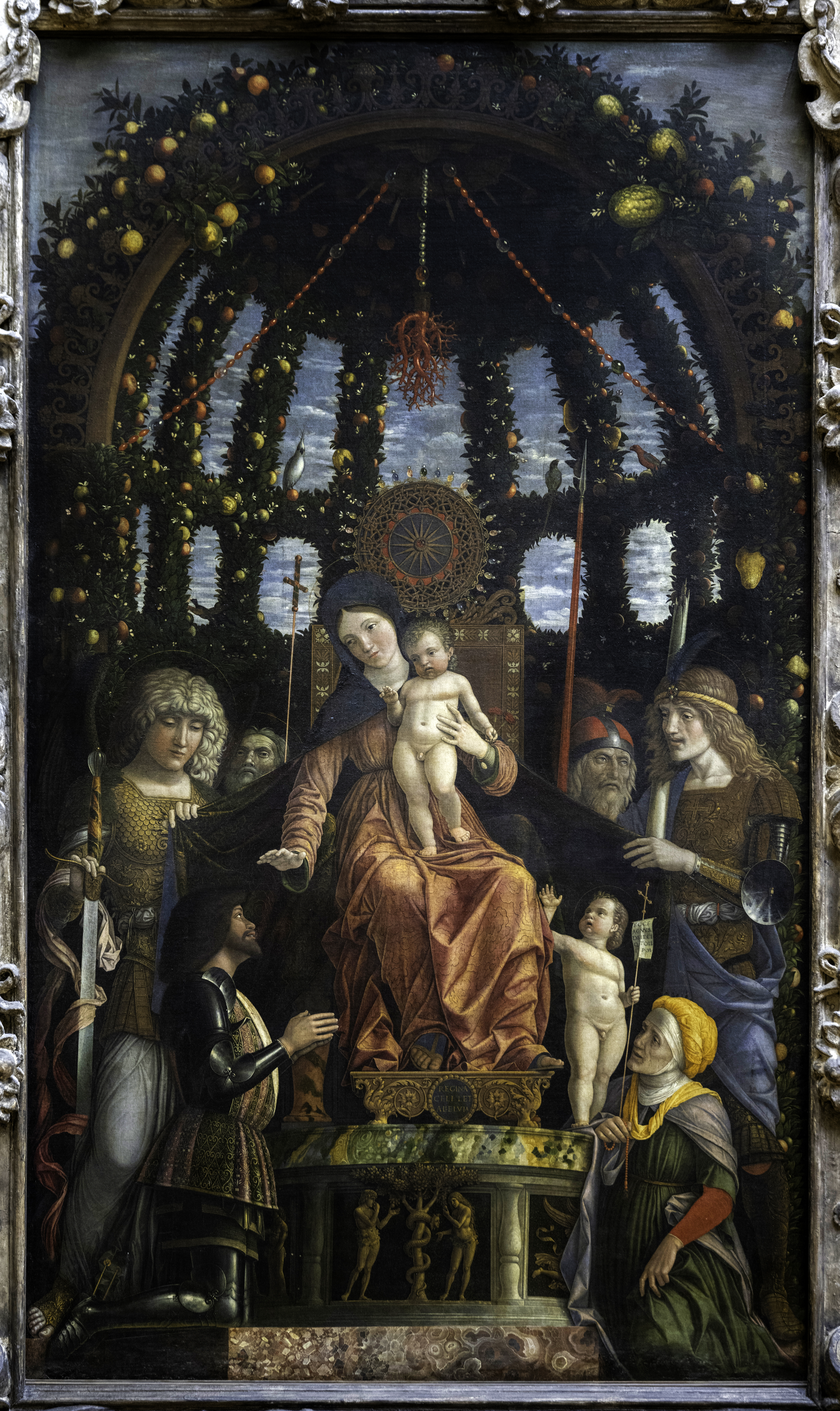
Madonna della Vittoria (1496)

Malgrat la decadència de la seua salut, Mantegna va continuar treballant. Entre les obres de la seua darrera època cal esmentar la Mare de Déu de les pedreres, el Sant Sebastià i la famosa Lamentació sobre Crist mort, probablement pintada per a la seua capella funerària personal. Altra obra tardana de Mantegna és l'anomenada Madonna della Vittoria, actualment al Museu del Louvre. Va ser pintada al tremp al voltant de 1495 en commemoració de la batalla de Fornovo, els discutibles resultats de la qual Francesc Gonzaga estava ansiós de mostrar com una victòria de la Lliga Italiana. L'església que inicialment va acollir aquesta obra va ser construïda sobre disseny del mateix Mantegna. Ací la Mare de Déu està representada amb diversos sants. L'arcàngel sant Miquel i sant Maurici sostenen el seu mantell, que s'estén vers un agenollat Francesc Gonzaga, enmig d'una profusió de palissades amb fruites i d'altres rics accessoris. Tot i no situar-se entre les obres més perfectes de la seua producció, es considera una de les més belles i atractives de Mantegna, entre les quals sovint no abunda la planera bellesa i atractiu, com a resultat de la recerca d'altres excel·lències més aspres però més adients al seu geni sever, en què la tensa energia es transforma en una passió macilenta.
A partir de 1497, Isabella d'Este li va encarregar traduir a pintura els temes mitològics escrits pel poeta de la cort, Paride Ceresara, per als seus apartaments privats del Palau Ducal de Màntua. Aquestes pintures es van dispersar durant els següents anys. Una d'aquestes, la llegenda del déu Comus, va quedar inacabada per Mantegna i va ser finalitzada pel seu successor com a pintor de la cort de Màntua, Lorenzo Costa.
Després de la mort de la seua muller, i a edat avançada, Mantegna va ser pare d'un fill natural, Giovanni Andrea; i cap al final de la seua vida, a més de continuar involucrant-se en negocis i despeses, va haver de patir serioses preocupacions, com l'expulsió de Màntua del seu fill Francesco, que s'havia guanyat l'enemistat del marquès. Potser el vell mestre i erudit va considerar una pena menor veure's en la dura necessitat de separar-se d'un vell i estimat bust romà de Faustina.
Poc després d'aquesta transacció va morir a Màntua, el 13 de setembre de 1506. L'any 1516, els seus fills van erigir en el seu honor un bell monument a la basílica de Sant Andreu de Màntua, per a la qual havia pintat el retaule de la capella mortuòria. La volta està decorada per Antonio da Correggio.

## Gravats

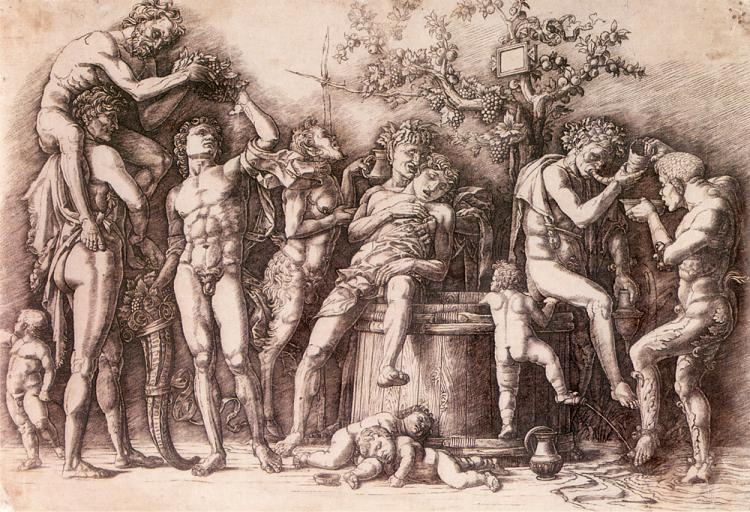
Bacanal amb una bóta de vi. Gravat de Mantegna, c1475, 278 x 422 mm

Mantegna no va ser menys eminent com a gravador, tot i que la seua història pel que fa a aquesta disciplina és un pèl obscura, en part perquè mai no va signar ni datar cap de les seues planxes, llevat d'un controvertit exemplar de 1472. La informació que ens ha arribat mitjançant Giorgio Vasari (amb el seu habitual biaix: que tot emanava des de Florència) és que Mantegna començà a gravar a Roma, estimulat pels gravats realitzats pel florentí Baccio Baldini sobre obres de Sandro Botticelli. Aquesta afirmació es considera actualment inversemblant, perquè suposaria que els nombrosos gravats de Mantegna haurien estat realitzats en els darrers setze o disset anys de la seua vida, cosa que sembla un període indubtablement reduït, a més que els seus primers gravats mostren un estil que es correspon a un període més primerenc de la seua carrera. Efectivament, va poder començar amb el gravat quan encara era a Pàdua, sota la tutela d'un distingit orfebre, Niccolò. En el seu taller va gravar al voltant de trenta planxes, d'acord amb l'atribució d'autoria habitual; grans, plenes de figures i molt estudiades. Avui dia, es considera que només set en van ser gravades per ell mateix, o fins i tot cap. Altre artista del seu taller que va realitzar diverses planxes s'ha identificat habitualment com Zoan Andrea.
Entre els principals exemples n'hi ha: Batalla dels monstres marins, Mare de Déu i infant, una Festa bacanal, Hèrcules i Anteu, Déus marins, Judit amb el cap d'Holofernes, el Davallament de la creu, l'Enterrament, la Resurrecció, el Crist dels dolors, la Mare de Déu a la gruta i diverses escenes sobre el Triomf de Juli Cèsar sobre les seues pintures. Hom suposa que algunes de les planxes van ser gravades en un metall menys dur que el coure. La seua tècnica, i la dels seus seguidors, es caracteritza per les formes molt marcades del dibuix, així com pel traçat oblic de les ombres. Els gravats es poden trobar sovint en dos tiratges o edicions. Al primer tiratge, les peces s'han imprès amb corró o per pressió manual, i l'entintat és feble; al segon tiratge s'empra la premsa d'impressió, i l'entintat és més abundós.
Actualment s'ha descartat que ni Mantegna ni el seu taller foren els autors de l'anomenat Tarot de Mantegna.

## Avaluació i llegat

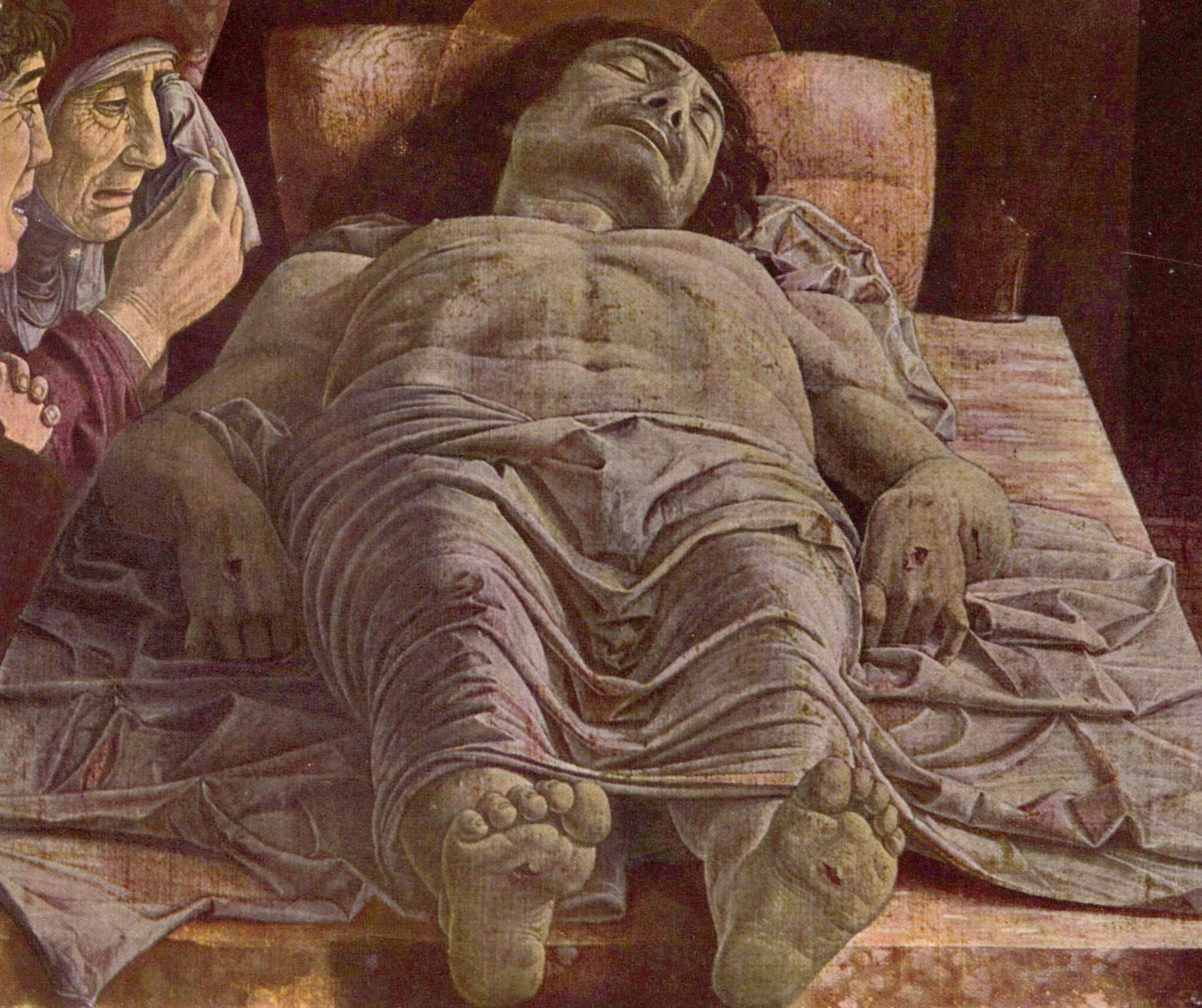
Lamentació sobre el Crist Mort. Tremp sobre llenç, 68x81 cm, 1490, Pinacoteca de Brera, Milà

Giorgio Vasari elogia Mantegna, assenyalant el seu caràcter propens a l'enfrontament. Tanmateix, va ser molt afectuós amb els seus deixebles de Pàdua; i amb dos d'ells, Dario da Trevigi i Marco Zoppo, va mantenir una duradora amistat. Gaudia d'aficions cares que el van fer caure de vegades en dificultats econòmiques, havent de sol·licitar l'ajut dels marquesos per sortir-se'n.
De gust sòlidament antic, Mantegna es va mantenir al marge de qualsevol disputa artística contemporània. Tot i que bàsicament hom l'identifica amb l'art del segle xv, la influència de Mantegna i de la seua època van ser decisives en l'art italià en general. Giovanni Bellini, en les seues primeres obres, segueix el camí marcat pel seu cunyat Andrea. Albrecht Dürer es va veure influït pel seu estil durant els seus dos viatges a Itàlia. Leonardo da Vinci va prendre de Mantegna l'ús de decoracions amb garlandes i fruites.
La principal aportació de Mantegna és la introducció de les il·lusions espacials, tant als frescos com a les pintures de la sacra conversazione: el seu estil de decoració de sostres va ser seguit durant gairebé tres segles. Començant per la impressionant volta de la Camera degli Sposi al Palau Ducal de Màntua, Correggio es va deixar dur pel seu mestre i col·lega en la investigació en construccions en perspectiva, i arribà a produir l'obra mestra de la volta de la cúpula de la catedral de Parma.

## Obres principals
- Sant Jeroni al desert (c. 1448-1451) - Tremp sobre fusta, 48 x 36 cm, Museu d'Art de São Paulo, São Paulo, Brasil
- Adoració dels pastors (c. 1451-1453) - Tremp sobre llenç transferit des de fusta, 40 x 55,6 cm, Metropolitan Museum of Art, Nova York
- Retaule de Sant Lluc (1453) - Panell, 177 x 230 cm, Pinacoteca di Brera, Milà
- Crucifixió (1457-1459) - Wood, 67 x 93 cm, Louvre, París
- Crist com a Redemptor Dolorós (1495-1500) - Tremp sobre fusta, 78 x 48 cm, Statens Museum for Kunst, Copenhaguen
- Agonia al Jardí (c. 1459) - Tremp sobre fusta, 63 x 80 cm, National Gallery de Londres, Londres
- Retrat del cardenal Lodovico Trevisano, (c. 1459-1469) - Tremp sobre fusta, 44 x 33 cm, Staatliche Museen, Berlín
- Mort de la Mare de Déu (c. 1461) - Panell, 54 x 42 cm, Museu del Prado, Madrid[2]
- Retrat d'un home (c. 1460) - Fusta National Gallery of Art, Washington
- Presentació al Temple (c. 1460-1466) - Tremp sobre fusta, 67 x 86 cm, Staatliche Museen, Berlín
- Mare de Déu amb l'Infant adormit (c.1465-1470) - oli sobre llenç, 43x32 cm, Staatliche Museen, Berlín
- Sant Jordi (c. 1460) - Tremp sobre panell, 66 x 32 cm, Gallerie dell'Accademia, Venècia
- Retaule de San Zeno (1457-1460) - Panell, 480 x 450 cm, San Zeno, Verona
- Sant Sebastià (c. 1457-1459)- Fusta, 68 x 30 cm, Kunsthistorisches Museum, Viena[3]
- Sant Sebastià del Louvre -Panell, 255 x 140 cm, Louvre, París
- L'Ascensió (1462) -Tremp sobre panell, 86 x 42.5 cm, Uffizi, Florència
- La Circumcisió (1462-1464) -Tremp sobre panell, 86 x 42.5 cm, Uffizi, Florència
- Camera degli Sposi (1465-1474) – Pintura al fresc, 300 x 800 cm, Palau Ducal de Màntua
- Retrat de Carles de Mèdici (c. 1467) - Tremp sobre panell, 40.6 x 29.5 cm, Uffizi, Florència
- Mare de Déu amb l'Infant i àngels (c. 1485) - Panell, 88 x 70 cm, Pinacoteca di Brera, Milà
- Els triomfs del Cèsar (c. 1486) - Palau de Hampton Court, Anglaterra
- La Lamentació sobre Crist Mort (c. 1490) - Tremp sobre llenç, 68 x 81 cm, Pinacoteca di Brera, Milà[4]
- Mare de Déu de les Pedreres (1489-1490) - Uffizi, Florència
- Sant Sebastià de Venècia (1490) - Panell, 68 x 30 cm, Ca' d'Oro, Venècia
- La Verge i el Nen amb santa Maria Magdalena i sant Joan Baptista (c. 1490-1505) - National Gallery, Londres
- Mare de Déu de la Victòria (1495) - Oli sobre llenç, 285 x 168 cm, Louvre, París
- Sagrada Família (c. 1495-1500) - Tremp sobre llenç, 75.5 x 61.5 cm, Galeria de Dresden, Dresden
- Judit i Holofernes (1495) - Tremp a l'ou sobre fusta, National Gallery of Art, Washington
- Mare de Déu de Trivulzio (1497) -Tremp sobre llenç, 287 x 214 cm, Museo Civico d'Arte Antica, Milà
- Parnàs (Mart i Venus) (1497) - Llenç, 160 x 192 cm, Louvre, París
- Adoració dels Mags (Mantegna) (1497-1500) - Tèmpera i or sobre taula, 54,6 × 70,7 cm, Getty Center, Los Angeles
- Minerva expulsa els vicis del Jardí de la Virtut (c. 1502)- oli sobre llenç, 160x192 cm, Louvre, París